# Cucina futurista
La cucina futurista è un tipo di cucina sviluppata all'inizio del Novecento che si legava alle idee del futurismo.

## Storia
Ultima delle «grandi battaglie artistiche e politiche spesso consacrate col sangue» di Marinetti & C., tale cucina prende le mosse da una cena al ristorante milanese «Penna d'oca» (15 novembre 1930). Al termine di essa, Marinetti preannunciò il Manifesto della cucina futurista, che sarà pubblicato sulla Gazzetta del Popolo di Torino il 28 dicembre 1930 e su Comœdia il 15 gennaio 1931. Al lancio del Manifesto seguirono una folta serie di conferenze e banchetti futuristi in Italia e in Francia, l'inaugurazione della Taverna del Santopalato e nel 1932, la pubblicazione del libro La cucina futurista di Marinetti e Fillia.

## Descrizione
La cucina futurista era diretta a combinare gastronomia e arte, nonché alla trasformazione del pranzo in un'arte performativa. Il futurismo riconobbe che le persone «pensano, sognano e agiscono in base a ciò che mangiano e bevono», quindi cucinare e mangiare dovevano diventare inferiori alla corretta esperienza estetica che il futurismo prediligeva. I banchetti futuristi erano considerati opere d'arte d'avanguardia, ove il cibo funge da tramite per affrontare questioni politiche e sociali. Il Manifesto di Marinetti è stato infatti interpretato come una polemica satirica che come un manuale di cucina e fu pubblicato in risposta alle esigenze economiche italiane durante la Depressione. Precursore della cucina futurista è però il cuoco francese Jules Maincave, che, nel 1914, aderì al futurismo. Annoiato dai «metodi tradizionali delle mescolanze», a suo dire «monotoni sino alla stupidità», Maincave si ripropone di «avvicinare elementi oggi separati da prevenzioni senza serio fondamento»: filetto di montone e salsa di gamberi, noce di vitello e assenzio, banana e groviera, aringa e gelatina di fragola.
Tra gli aspetti che caratterizzano la cucina futurista vi sono la lotta contro l'«alimento amidaceo» (cioè la pastasciutta), colpevole di ingenerare negli assuefatti consumatori «fiacchezza, pessimismo, inattività nostalgica e neutralismo»; Marinetti voleva preparare gli italiani alla guerra. "Gli spaghetti non sono cibo per combattenti", dichiarò. La cucina futurista prevede l'abolizione della forchetta e del coltello, dei condimenti tradizionali, del peso e del volume degli alimenti e della politica a tavola; auspica la creazione di «bocconi simultaneisti e cangianti», invita i chimici ad inventare nuovi sapori e incoraggia l'accostamento ai piatti di musiche, poesie e profumi. Un'altra idea nel Manifesto stabilisce che i pasti perfetti richiedano due elementi: originalità e armonia nell'apparecchiatura della tavola. I futuristi sostengono che questi includono tutti gli utensili, l'estetica e i sapori del cibo e l'originalità assoluta nel cibo. Marinetti ha anche sottolineato l’importanza dei cibi scolpiti, comprese le carni il cui principale fascino è per gli occhi e l’immaginazione. Ciò è stato dimostrato nel caso della scultura alimentare commestibile “Equatore + Polo Nord” di Enrico Prampolini, che prevedeva un cono di albumi montati a neve ben ferma adornato con spicchi d'arancia che assomigliavano ai raggi del sole e adagiato su un mare equatoriale di tuorli d'uovo in camicia. Come diretta conseguenza, le ricette futuriste giocano su improbabili e arditi accostamenti di ingredienti e sapori, che spesso conciliano dolce e salato.
I futuristi si impegnarono anche a italianizzare alcuni termini di origine straniera, il cocktail divenne così la polibibita (che si poteva ordinare al quisibeve e non al bar); analogamente, il sandwich prese il nome di tramezzino, il dessert di peralzarsi e il picnic di pranzoalsole. Marinetti voleva che gli italiani smettessero di mangiare cibo straniero e di usare termini stranieri per indicare il cibo. 
Elizabeth David, la scrittrice di cucina, commenta che le idee di Marinetti sul cibo contenevano un germe di buon senso, ma dietro i suoi scherzi si celava l’ossessione fascista per il nazionalismo.

### Il Manifesto
Il Manifesto della Cucina Futurista proponeva anche di cambiare radicalmente il modo in cui venivano serviti i pasti. Ad esempio:
- Alcuni cibi sulla tavola non verrebbero mangiati, ma solo percepiti con gli occhi e con l'olfatto

- Il cibo arriverebbe rapidamente e conterrebbe molti sapori, ma solo pochi bocconi in dimensioni

- Ogni discussione e discorso politico sarebbe proibito

- La musica e la poesia sarebbero proibite se non durante certi intervalli

Una delle ambientazioni proposte per questi "pasti perfetti" incorporava l'amore futurista per i macchinari. I commensali avrebbero mangiato in un finto aereo, le cui vibrazioni dei motori avrebbero stimolato l'appetito. Le sedie e i tavoli inclinati avrebbero "scosso" i preconcetti dei commensali, mentre le loro papille gustative sarebbero state travolte da piatti originalissimi elencati su cartellini di alluminio.
Le attrezzature da cucina tradizionali verrebbero sostituite da attrezzature scientifiche, portando modernità e scienza in cucina. Le attrezzature suggerite includevano:
- Ozonizzatori: per dare al cibo l’odore dell’ozono

- Lampade a raggi ultravioletti: per attivare vitamine e altre “proprietà attive”

- Elettrolizzatori: per scomporre gli oggetti in nuove forme e proprietà

- Mulini colloidali: per polverizzare qualsiasi alimento

- Autoclavi, dializzatori, distillatori atmosferici e sottovuoto: per cucinare gli alimenti senza distruggere le vitamine

- Indicatori o analizzatori chimici: per aiutare il cuoco a determinare se le salse necessitano di più sale, zucchero o aceto[8]

#### Sequenza
La sequenza è essenziale nei piatti tradizionali italiani, e così anche la cucina futurista manipolò le aspettative invertendo l'ordine delle portate e apportando altre modifiche:
Il pasto inizia. La prima portata è un'insalata poliritmica, che consiste in una scatola contenente una ciotola di lattuga, datteri e uva non conditi. La scatola ha una manovella sul lato sinistro. Senza usare le posate, gli ospiti mangiano con la mano destra mentre girano la manovella con la sinistra. Questo produce una musica al ritmo della quale i camerieri ballano fino al termine della portata.
La seconda portata è il "cibo magico", servito in piccole ciotole ricoperte di materiali tattili. La ciotola viene tenuta nella mano sinistra mentre con la destra si estraggono palline di caramello riempite con diversi ingredienti, come frutta secca, carne cruda, aglio, banana schiacciata, cioccolato o pepe. Gli ospiti non riescono a indovinare quale sapore li attenderà.
La terza portata è l'"orto tattile", un piatto di verdure verdi cotte e crude senza condimento. L'ospite mangia le verdure senza usare le mani, immergendo il viso nel piatto e sentendo la sensazione delle verdure sul viso e sulle labbra. Ogni volta che un ospite alza la testa per masticare, i camerieri gli spruzzano il viso di profumo.

## Taverna del Santopalato
Il primo ristorante futurista, la Taverna del Santopalato, fu aperto a Torino in Via Vanchiglia 2, l’8 marzo 1931. Progettato da Marinetti, Fillìa e Nikolay Diulgheroff, il suo interno pulito e minimalista, caratterizzato da un uso prevalente dell'alluminio, era in netto contrasto con la tradizionale esperienza culinaria italiana, anticipando il futuro design dei ristoranti. In una primavera del 1931, tra proclami di squadrismo e discussioni sul fascismo, un gruppo di aeropittori, aeroscultori e poeti tutti facenti parte della "dottrina" futurista, sviluppò all'interno d'un ristorante (rinominato in seguito dallo stesso Marinetti "Taverna del Santopalato") la prima cena futurista di cui si abbia notizia. La taverna è considerata il tempio della cucina futurista. I menù erano abbelliti da illustrazioni di vari artisti, tra i quali Medardo Rosso e Fillìa.
Aperta e gestita da Angelo Giachino, arredata dall'architetto Nicolay Diulgheroff e decorata dall'aeropittore Luigi Colombo, venne inaugurata l'8 marzo 1931 con un pranzo di quattordici portate. Durante il pranzo vennero serviti, tra gli altri: l'Antipasto intuitivo, il Brodo solare, il Mare d'Italia e il Pollofiat e il Carneplastico. Quest'ultimo è il più noto dei piatti della cucina futurista.
La ricetta, che in gergo futurista si chiama formula, è dell'«aeropittore» Fillia. Definito sbrigativamente da Alfredo Panzini, nel suo Dizionario moderno, «polpettone dinamico-futurista», è un cilindro di carne di vitello ripieno di undici qualità di verdura, sostenuto da tre sfere di carne di pollo e da un anello di salsiccia, e coronato da uno strato di miele. Vuol essere - a detta dell'inventore - un'«interpretazione sintetica degli orti, dei giardini e dei pascoli d'Italia».

## Impatto culturale
La cucina futurista esercitò una vasta influenza e, come altri aspetti del movimento, alcune manifestazioni di questa influenza si sarebbero concretizzate solo molti decenni dopo. La cucina futurista anticipava che la scienza avrebbe svolto un ruolo crescente nel consumo alimentare e nella dieta. Marinetti si aspettava che gli alimenti sintetici ridefinissero la nutrizione, anticipando correttamente l'importante ruolo svolto dalla scienza alimentare. Il futurismo era, tuttavia, in gran parte un movimento artistico e culturale e la sua influenza in questi ambiti è vasta. 
È stato anche suggerito che l’interesse pionieristico di Marinetti per la chimica alimentare abbia anticipato la gastronomia molecolare di chef come Ferran Adrià, o l'incorporazione di influenze dall'arte contemporanea da parte dello chef Massimo Bottura. L'influenza della cucina futurista ha avuto anche manifestazioni più banali, tra cui l'esperienza tattile del cibo con le dita, l'emergere della cucina fusion e l'enfasi sulla presentazione sviluppata nella presentazione del cibo. È stato anche suggerito che alcuni degli ideali autarchici della cucina futurista abbiano influenzato Slow Food, un'organizzazione fondata da Carlo Petrini in Italia nel 1986.
L'interesse dei futuristi per la cucina, nonostante si creda sia relativamente tardo (il movimento artistico era nato nel 1909) si appalesa nel 1913 con il "Manifeste de la cuisine futuriste" del cuoco francese Jules Maincave. Da allora gli esperimenti culinari futuristi hanno lasciato un segno nella storia della civiltà e della gastronomia internazionale e non solo per la stravaganza delle proposte degli artisti che si prestavano a vestire i panni di cuochi, ma anche per l'implicita volontà di equiparare la cucina alle arti più 'nobili', come la letteratura e le arti figurative (del resto Carlo Carrà, nel 1913, scrive proprio il "Manifesto della pittura di suoni rumori e odori"). Da allora gli chef più all'avanguardia hanno osato sperimentare piatti che declinavano per la loro mise en place sempre più verso l'opera d'arte che privilegiare il sapore.
Mike Patton, leader del gruppo musicale americano Faith No More, si è ispirato all'opera di Marinetti Cucina futurista per comporre il suo secondo album da solista, Pranzo Oltranzista, del 1997.
A oggi, a parte le ricerche fondamentali del musicologo Daniele Lombardi, l'ultima opera legata alla sperimentazione musicale futurista che celebra la gastronomia del movimento marinettiano è contenuta nell'album Marciare non Marcire del compositore Livio D'Amico. Il compositore milanese rendendo omaggio a Marinetti e ai musicisti futuristi ha dedicato "La cucina futurista" a questo momento culturale del Novecento.
Stando allo storico Carol Helstosky, «la proposta futurista di abolire la pasta aveva lo scopo di trasformare gli italiani da briganti mangiatori di pasta e suonatori di mandolino a cittadini moderni e attivi. L'abolizione della pasta avrebbe anche ridotto la dipendenza dell'Italia dalle forniture di grano straniere». Ciò era in accordo con la campagna della Battaglia per il grano di Benito Mussolini, iniziata nel 1925. 
Il pubblico italiano non fu conquistato dal manifesto di Marinetti sulla cucina. Infatti, subito dopo la sua pubblicazione, la stampa italiana esplose in un putiferio. I medici furono cauti nelle loro risposte, concordando sul fatto che il consumo abituale di pasta facesse ingrassare e raccomandando una dieta varia; ma Giovanni De Riseis, Duca di Bovino e sindaco di Napoli, fu più fermo nelle sue posizioni: "Gli angeli in Paradiso", disse a un giornalista, "non mangiano altro che vermicelli al pomodoro ". Marinetti replicò che questo confermava i suoi sospetti sulla monotonia del Paradiso.

## Esempi di piatti
- Petti all'italiana al sole: un dessert futurista a base di pasta di mandorle guarnita con una fragola e cosparsa di pepe nero fresco.

- Rose diaboliche : teste di rose rosse fritte in piena fioritura.

- Uova divorziate : le uova sode vengono tagliate a metà; i tuorli vengono tolti e messi su una "poltiglia" (purea) di patate e gli albumi su una di carote.

- Latte in una luce verde : una grande ciotola di latte freddo, qualche cucchiaino di miele, molta uva nera e diversi ravanelli rossi illuminati da una luce verde. L'autore suggerisce di servirlo con una "polibibita", un cocktail di acqua minerale, birra e succo di more.

- Cena tattica : un pasto a più portate descritto nel Ricettario futurista di Marinetti. Per la cena sono stati preparati dei pigiami, ognuno rivestito con un materiale diverso come spugna, sughero, carta vetrata o feltro. All'arrivo degli ospiti, ognuno indossa un pigiama. Una volta che tutti sono arrivati e indossati i pigiami, vengono condotti in una stanza vuota e buia. Senza poter vedere, ogni ospite sceglie un compagno di cena in base alla propria impressione tattile. Gli ospiti entrano quindi nella sala da pranzo, che consiste in tavoli per due, e scoprono il compagno che hanno scelto.

- Traidue : due fette di pane rettangolare, una spalmata di pasta d'acciughe e l'altra di bucce di mela tritate. Tra le due fette di pane è inserito il salame. Il nome è italiano per "tra due".

## Rapporto con il fascismo
Quando Marinetti pubblicò La Cucina Futurista nel 1932, si era già sviluppata una frattura tra il movimento futurista e il fascismo, come testimonia il loro orientamento contrastante nei confronti della cucina; i futuristi sostenevano nuovi metodi di cottura, ampliando l'esperienza sensoriale, mentre il fascismo si impegnava a consolidare e diffondere la cucina classica "italiana" alle masse come mezzo per creare uno stato-nazione moderno e unito. La cucina futurista enfatizzava la presentazione e l’impressione multisensoriale, deliziandosi nella trasgressione e nello shock. Come dimostra la storica Carol Helstosky, "sculture di cibo e abbinamenti apparentemente insoliti (carne e acqua di colonia o cozze e crema alla vaniglia) amplificavano l'esperienza tattile e sensoriale del pasto". Inoltre, la controversia generata dalla campagna anti-pasta e dalle bizzarre ricette della Cucina Futurista riuscirono a generare attenzione mediatica per il futurismo in un momento in cui il movimento era in declino, affrontando direttamente l'approvvigionamento e il consumo di cibo italiano, preoccupazioni che erano diventate centrali nell'agenda politica del fascismo durante gli anni '20.
La "Battaglia per il grano" di Mussolini fu inaugurata nel 1925 come parte di un obiettivo più ampio di autarchia, o autosufficienza del sistema alimentare italiano aumentando la produzione alimentare nazionale e riducendo o eliminando le importazioni di cibo. Secondo Helstosky, "il crescente debito dell'Italia e la crescente dipendenza dalle potenze esterne per la sussistenza" erano diventati insostenibili entro la fine della prima guerra mondiale, e quindi "il cibo ha svolto un grande 'lavoro' culturale e politico sotto il fascismo". Le differenze ideologiche tra fascismo e futurismo erano cresciute mentre il fascismo negoziava un compromesso con la classe media e abbracciava la tradizione mentre Marinetti e i futuristi continuavano la loro evangelizzazione per il nuovo.
Tuttavia, esistevano ancora importanti aree di convergenza, in particolare l’adozione condivisa dell’alluminio. Secondo Daniele Conversi, ricercatore in studi sul nazionalismo, "l'alluminio era il materiale futurista per eccellenza: era lucido, moderno e interamente prodotto in Italia". Per quest'ultima ragione, anche il fascismo aveva accolto il materiale come metallo nazionale italiano, che continua a essere centrale nell'identità italiana per il suo rapporto con la preparazione del caffè. Le proprietà stimolanti della caffeina la rendevano un naturale complemento sia alle ideologie fasciste che a quelle futuriste, e Marinetti, notoriamente, si presentava regolarmente come "la caffeina d'Europa".